# Буковина
Буковина е историко-географска област в Югоизточна Европа. Исторически център на областта е град Чернивци.
Буковина е част от румънската историческа област Молдова. Днес е разделена – южната ѝ част се намира в Румъния, а северната – в Украйна, обособена като Чернивецка област.

## История
Буковина е обитавана от славянско население, била е част от Киевска Рус, след това от Галицко-Волинското княжество, от XVI век попада заедно с него под османска, власт. След Руско-турската война от 1768 – 1774 г. бива управлявана от Хабсбургската монархия до разпадането на Австро-Унгария през 1918 г. След това става румънска територия, а от 28 юни 1940 г. е част от Украинската ССР. 
В началото на 20 век Херцогство Буковина (част от Австро-Унгария) има площ от 10 041 км² с население от 730 хил. души, което е смесено – освен румънците и украинците има голям дял евреи, които са свързани със съседните Галиция, Подолие и с регионалния център Одеса.

## Румънски дял на Буковина
(1992)

- 96,6% – румънци
- 1,4% – украинци
- 0,7% – цигани
- 0,3% – германци
- 0,4% – поляци
- 0,1% – секеи (унгарци)

## Украински дял на Буковина
(1995)
- 70,0% – украинци
- 10,0% – румънци
- 9,0% – молдовани
- 6,0% – руснаци
- 1,7% – евреи
- 0,5% – поляци

## Личности
- Олга Кобилянска, украинска писателка